# Frankenberg (Weismain)
Frankenberg ist ein Stadtteil von Weismain im oberfränkischen Landkreis Lichtenfels, im Norden des Freistaates Bayern.

## Geografische Lage
Der Weiler Frankenberg befindet sich auf 471 m ü. NN auf einer Hochebene nordöstlich des Kleinziegenfelder Tals, die zu den nördlichen Ausläufern des Frankenjuras im Naturpark Fränkische Schweiz – Frankenjura gehört. Das Dorf befindet sich zwischen dem Hainsgrund im Süden und dem Schöpfleinsgraben im Norden. Die nächsten Ortschaften sind Erlach, Schammendorf, Mosenberg und Kaspauer. Der Stadtkern von Weismain befindet sich rund 3,2 Kilometer nordöstlich.

## Geschichte
Die erste urkundliche Erwähnung war 1322, als Gundeloh, Marschall von Dietersdorf, den Zehnt dem Bamberger Katharinenhospital verkaufte.
Im Jahr 1975 wurde die Straße von Mosenberg nach Wallersberg ausgebaut.
Frankenberg wurde am 1. Januar 1976 als Ortsteil der Gemeinde Wallersberg zusammen mit Schammendorf, Waßmannsmühle, Weihersmühle und Mosenberg in Weismain eingemeindet.
Die kleine katholische Kapelle am nördlichen Dorfrand wurde im Jahr 1977 als quadratischer verputzter Bau mit Schieferdach erbaut. Im Folgejahr fand die Weihe auf das Patrozinium St. Faustinus und Jovita statt.
Im Frühjahr 2012 wurde die Ortsverbindungsstraße von Frankenberg nach Schammendorf, der „Frangabärche Berg“, erneuert und ausgebaut. Ermöglicht wurde diese Maßnahme durch die finanzielle Unterstützung der oberfränkischen Bezirksregierung. Offiziell eingeweiht wurde der Streckenabschnitt am 20. Juli 2012.

### Einwohnerentwicklung
Die Tabelle gibt die Einwohnerentwicklung Frankenbergs wieder.
| Jahr | Einwohner | Anwesen | Quelle: |
| ---- | --------- | ------- | ------- |
| 1833 | 58        | 11      | [ 6 ]   |
| 1987 | 47        | 15      | [ 7 ]   |
| 2013 | 46        | 16      | [ 8 ]   |
| 2015 | 41        | 16      | [ 9 ]   |
| 2018 | 46        |         | [ 1 ]   |

## Vereine
- Freiwillige Feuerwehr Frankenberg-Schammendorf